# Rice Rudd, 1. Baronet
Sir Rice Rudd, 1. Baronet (auch Richard Rudd; † 1. Mai 1664) war ein englischer Adliger.
Er war der älteste Sohn von Anthony Rudd, der 1594 Bischof von St Davids geworden war, und dessen Frau Anne Dalton. Beim Tod seines Vaters 1615 war er schon volljährig und erbte das von seinem Vater erworbene Anwesen Aberglasney in Carmarthenshire. Dort setzte er den von seinem Vater begonnenen Ausbau des Herrenhauses und des Gartens fort.
König Jakob I. gewährte Rudd 1617 verschiedene Privilegien. Rudd unterstützte die Steuererhebung, die König Karl I. ohne Zustimmung des Parlaments durchführen wollte, und wurde am 8. Dezember 1628 zum Baronet, of Aberglassney in the County of Carmarthen, erhoben. Während des Englischen Bürgerkriegs stellte er Truppen für den König auf, weshalb er nach dem Sieg des Parlaments eine hohe Strafe von über £ 581 zahlen musste. Ob er während des Bürgerkriegs auch selbst aktiv gekämpft hatte, ist nicht bekannt.
Rudd heiratete in erster Ehe Jane († 1626), eine Tochter von Thomas ap Rhys aus Rickeston in Pembrokeshire. Mit ihr hatte er mindestens drei Söhne und zwei Töchter: 
- Anthony Rudd († 1648);
- Urien Rudd;
- Thomas Rudd;
- Anne Rudd;
- Constance Rudd.

In zweiter Ehe heiratete er Elizabeth Aubrey, eine Tochter von Sir Thomas Aubrey aus Llantrithyd in Glamorgan. Diese Ehe blieb kinderlos.
Da sein ältester Sohn Anthony bereits gestorben war, wurde dessen Sohn Rice Rudd sein Erbe als 2. Baronet.